# Adolf Müllner

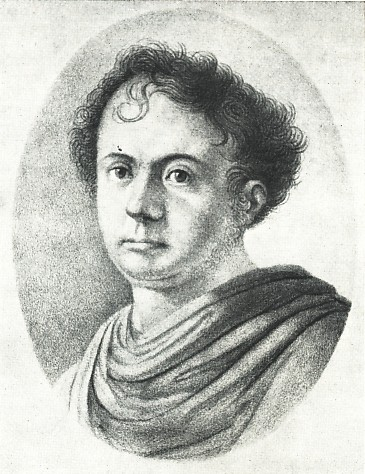
Adolf Müllner

Amandus Gottfried Adolf Müllner (* 18. Oktober 1774 in Langendorf; † 11. Juni 1829 in Weißenfels) war ein deutscher Schriftsteller, Bühnendichter und Jurist.

## Leben
Adolf Müllner wurde als Sohn des Amtsprokurators Heinrich Adolph Müllner (gest. 1803) und dessen Gattin Friederike Philippine Louise (geb. Bürger, 1751–1799) in Langendorf bei Weißenfels geboren. Seine Mutter war die Lieblingsschwester des Dichters Gottfried August Bürger. Er wuchs bei seiner Großmutter auf und lebte nach ihrem Tod 1787 wieder bei seinen Eltern. Müllner besuchte das Gymnasium in Schulpforta, interessierte sich besonders für Mathematik und Poesie und nahm an schulischen Theateraufführungen teil.
1793 begann er auf Wunsch seines Vaters ein Studium der Rechtswissenschaften an der Universität Leipzig. 1797 wollte er sich als Advokat in Weißenfels niederlassen, ging aber nach Delitzsch, wo er Volontär im kurfürstlichen Justizamt wurde. Trotz guter Karriereaussichten kehrte er wieder nach Weißenfels zurück und wurde Gehilfe des Rechtsanwalts Vogel. 1805 erwarb er noch den Doktorgrad und publizierte juristische Aufsätze und Schriften.
Auf die Initiative von Müllner wurde das Weißenfelser Liebhabertheater wiedereröffnet. Er übernahm selbst einige Hauptrollen, führte Regie und leitete die Proben. Bald kam Müllner auf die Idee, selber Stücke zu verfassen. Nach der Besetzung von Weißenfels durch französische Truppen widmete er sich intensiv dem Studium der französischen Sprache und Literatur. 1815 gab Müllner seinen angestammten Beruf als Advokat auf und widmete sich ganz der Schriftstellerei. Hierzu bot er einigen Zeitungen seine Mitarbeit als Kritiker an.
1799 hatte Müllner bereits seinen ersten Roman geschrieben, dem später mehrere Verslustspiele nach französischem Muster folgten. Er schloss sich 1812 mit dem Einakter Der 29. Februar, der mit starken theatralischen Effekten versehen ist, der Theatermode der Schicksalstragödie an, die von Zacharias Werner mit dem Drama Der vierundzwanzigste Februar begründet worden war. Vier Jahre später erlangte er mit dem Trauerspiel Die Schuld einen noch gewaltigeren Erfolg, dem Hauptstück dieser Gattung, das, sensationell aufgemacht, sich über ein Jahrzehnt auf deutschen Bühnen hielt.
1820 übernahm Müllner die Schriftleitung des Literaturblattes von Cottas Morgenblatt für gebildete Stände, die er bis 1825 innehatte, aber durch persönliche Differenzen vorzeitig beendete. Nebenher hatte er 1823 ein eigenes Blatt namens Hekate gegründet, das noch im selben Jahr wieder eingestellt wurde. Mit dem Stückeschreiber August von Kotzebue stand er in freundschaftlicher Verbindung. Wegen seiner schonungslosen Kritik erwarb sich Müllner zeitweilig eine beispiellose literarische Machtstellung innerhalb der preußischen Provinz Sachsen und der angrenzenden Gebiete. Später wurde Müllner Redakteur des Mitternachtblattes für gebildete Stände des Verlegers Friedrich Vieweg. Er galt als streitsüchtig und wurde polemisch als Advokat von Weißenfels bezeichnet.
Im Mitternachtsblatt veröffentlichte Müllner 1828 in zwölf Fortsetzungen seine Novelle Der Kaliber, die im Jahr darauf als Buch erschien. In ihr finden sich bereits einige wesentliche Strukturelemente der Detektivgeschichte, als deren früher Vorläufer sie daher gelten kann.
1802 heiratete er in Weißenfels seine Jugendliebe Amalie Christiane Freiin von Logau und Altendorff (1781–1858), Tochter eines Offiziers. Ihr zweifacher Urgroßonkel war der Dichter der Sinnsprüche Friedrich von Logau (1605–1655).
Müllner starb im Alter von 54 Jahren an einem Schlaganfall. Nach seinem Tod geriet er rasch in Vergessenheit. August Graf von Platen verewigte ihn in seinem satirischen Drama Die verhängnisvolle Gabel (1826).
Nachkommen finden sich in den Familien Biron von Curland, Brockdorff, Knobelsdorff und Mitzlaff.

## Gedenken
In Weißenfels wurde eine Straße nach Adolf Müllner benannt. An seinem Wohn- und Sterbehaus in der Klosterstraße 13 erinnert eine Gedenktafel an den Dichter und im Stadtpark befindet sich ein Denkmal im Dichtereck.

## Werke (in Auswahl)
- Die Grafen von Zedau (2 Bände), Leipzig und Weissenfels 1795–1796
- Incest oder der Schutzgeist von Avignon. Ein Beitrag zur Geschichte der Verirrung des menschlichen Geistes und Herzens, 2 Bde., Henning, Greiz 1799. („view“:„info“} Digitalisat Theil1), („view“:„info“} Theil 2)
- Der neunundzwanzigste Februar, Trauerspiel, Leipzig 1812. (Digitalisat)
- Der angolische Kater oder Die Königin von Golkonde, Lustspiel, Leipzig 1815. (Digitalisat)
- Spiele für die Bühne, Göschen, Leipzig 1815. (Digitalisat, Band 1), (2. Band)
- Die Schuld, Trauerspiel, Göschen, Leipzig 1816. (Digitalisat)
- Theater, 4 Bde., Wien 1816–1817
- König Yngurd, Trauerspiel, Göschen, Leipzig 1817. (Digitalisat)
- Die Albaneserin, Trauerspiel, Cotta, Stuttgart und Tübingen 1820.(Digitalisat)
- Vers und Reim auf der Bühne. Ein Taschenbüchlein für Schauspielerinnen, Cotta, Stuttgart und Tübingen 1822. (Digitalisat)
- Vermischte Schriften, 2 Bde., Stuttgart u. a. 1824–1826
- Kotzebue’s Literaturbriefe aus der Unterwelt, Vieweg, Braunschweig 1826
- Dramatische Werke (8 Bände), Braunschweig u. a. 1828
- Die Verschwörung im Krähwinkel, Hamburg 1829
- Der Kaliber. Aus den Papieren eines Criminalbeamten (1828 in 12 Fortsetzungen im „Mitternachtsblatt für gebildete Stände“, 1829 in Buchform erschienen)